# 天城越え (松本清張)
「天城越え」（あまぎごえ）は、松本清張の短編小説。1959年11月『サンデー毎日』特別号に、「天城こえ」のタイトルで掲載され（掲載時の挿絵は御正伸）、1959年12月に、単行本『黒い画集2』収録の1作として、光文社から刊行された。
1983年に松竹で映画化、また1978年に日本放送協会（NHK）で、1998年にTBSで、2025年に日本放送協会（NHK）でテレビドラマ化されている。
原康義による朗読CDが、2004年に新潮社より発売された。

## あらすじ
三十数年昔のこと、16歳の私は、はじめて天城を越えた。私の家は下田の鍛冶屋であったが、なんとかしてよその土地に出ていきたいと思っていた私は、静岡にいる兄が羨ましくてならず、6月の終わりに、かねてからの希望を決行する気になった。
天城のトンネルを通り抜けると、別な景色がひろがっていた。私は、「他国」を感じた。
湯ヶ島まで来たときには、もう夕方近くなっていた。向こうから、一人の大男が歩いてきた。一目で、他所者だと分かった。「あれは、土工だね。ああいうのは流れ者だから、気をつけなければいけない」と、呉服屋から言われた。静岡に行く元気がなくなった私は、下田に引き返す決心をした。
すると、そのとき、修善寺の方角からひとりの女が歩いてくるのが目についた。私は、その女が過ぎてから足の向きを変え、あとを歩いた。「そいじゃ、ちょうどいいわ。下田までいっしょに行きましょうね」。私は自分でも顔のあかくなるのを覚えた。
しばらく行くと、前方にあの土工の姿を認めた。女は、ゆっくり峠の坂をあがっていく土工の後ろ姿を凝視し「あの人はなんだろう？」と聞き、私は「流れもんの土工ずら」と言った。万一、土工が女に悪いことをしそうだったら、私は女を防ぐつもりだった。ところが、女は、私に向かって「兄さん、悪いけれど、あんた、先に行って頂戴」と言った。
私はうなづいたけれど、急に、がっかりした。女があとから追いついてくるという言葉に期待をかけて、なるべく、ゆっくりと歩いたが、ついに女は来なかった。
それから三十数年経った。私は、現在、静岡県西部の中都市で、印刷業を営んでいる。最近、静岡県警察本部のある課から「刑事捜査参考資料」という本の印刷を頼まれたのだが、製本したこの本を何気なく読むと、四つか五つ集めた静岡県内の犯罪例の中に、三十数年前、私が天城越えのときに遭遇した土工と、女のことが書いてあった。そして、そこには、私自身も登場していた。私は「天城山の土工殺し事件」と題するこの文章を読んで、三十数年の昔を回想せずにはいられなかった。
それから五日目だった。その本の印刷を注文した警察本部の人が来た。田島という老人で、いまは刑事部の嘱託になっているのだった。「どうですか、あなたも、これを読みましたか？」「実は、それは私も捜査に参加した事件でしてね。この原稿を書いたのも私ですよ」「実は、これは私の失敗談のようなものです」「なにしろ、私たちははじめからあの女がホシだと思いこんでいましたから」「事件の解決は別なところにある」。

## 登場人物
- 原作における設定を記述。

私
下田の鍛冶屋の三男。大正15年（1926年）6月、天城越えを決行する。
大塚ハナ
修善寺の方角から歩いてきた、頭から手拭いをかぶり、派手な縞の銘仙の着物を着た裸足の女。
土工
私が湯ヶ島から修善寺方面に歩く途中で遭遇した男。一目で他所者と分り、皮膚は垢でよごれている。土谷良作と記した雨傘を吊りさげ、襟に岩崎と染めぬいた法被を着ていたが、身元は最後まで不明。
田島
私に本の印刷を注文した、六十を越した老人。大正15年当時は上狩野村湯ヶ島巡査駐在所の刑事。天城山土工殺し事件を捜査していた。

## エピソード
- 著者は単身で東京に上京した1954年に、観光で初めて伊豆を訪れ、今井浜温泉に宿泊、翌日バスで天城峠を経由して修善寺に向かったが、この時、天城山中で、乗車していた木炭バスが故障、立ち往生した著者は、付近の山中を散策し、この経験が本作の描写に生かされることになった[1]。
- 本作について著者は「これは気に入った作品だ。材料は実際の「静岡県刑事資料」から採ったが、その中に作者のこのようなイメージを構成した。少年が大人に成長する期の旅愁に似たものと、性の目覚めを扱ってみた」と述べている[2]。
- 小説内における、少年の目撃場面の描写に関して、著者は、1929年に「アカの容疑」で小倉警察署の留置所に拘留された際、同じ監房に入れられた容疑者たちが、自分の犯罪を語るのを面白く聞いていたが、その時に聞いた、年輩の婦女暴行経験者の話がヒントになっていると述べている[3]。
- 小説の時代設定は、川端康成の小説『伊豆の踊子』と同じ、1926年（大正15年）頃となっている。これに加えて、主人公の設定は同作と対照的なものとなっており[注 2]、藤井淑禎や権田萬治など、多くの論者が、当時文壇の大御所となっていた川端に対する著者の意識を本作に読み取っている[4]。
- 研究者の中河督裕は、著者が参照したと述べる「静岡県刑事資料」について、静岡県警察部保安課の逐次刊行物「刑事警察参考資料」の第四輯（1922年発行）の第五編「天城山に於ける土工殺し事件」が本作の原拠資料であるとし、16歳の少年坑夫である近田耕作が逮捕された金銭目的の殺人事件を元に、実際の事件ではモデルが存在しない大塚ハナを新たに造型し、殺人の動機を変更、エピソードを追加するなど、原拠資料に様々な操作や変更を施した上で本作を生み出したと論じた[5]。
- 推理作家の有栖川有栖は「本格ミステリーとしては、犯人が分かった時に「あ、これ『〇〇〇〇』じゃないか」とアメリカの某古典本格が思い浮かぶ興奮」「これ以上に自然な、語り落としによる記述者＝犯人の作例ってないんじゃないかと思います。誰かに向けた告白でも手記でもないのに、少年時代のほんの短い時間に起きた出来事を主人公が一生引きずっているのが伝わってくる」と述べている[6]。

## 翻訳
- Mord am Amagi-Paß （ドイツ語、Fischer-Taschenbuch-Verl）
- Il passo di Amagi （イタリア語、Adelphi）
- 天城山奇案（中国語、四川省社会科学院出版社など）
- 아마기고개（韓国語、태동출판사など）

## 映画
1983年2月19日公開。製作は松竹・霧プロダクション、配給は松竹。時代設定は、原作の大正から昭和15年（1940年）に変更されており、これにより、少年が大人になった後のくだりは現代（映画化時点）になっている。本映画は、脚本・監督の三村晴彦により、「母恋・純愛物語」のコンセプトを加えて描かれている。現在はDVD化されている。なお、併映作は本作と同じ松本清張の原作による『砂の器』の再編集版であった。

### キャスト
田島松之丞
演 - 渡瀬恒彦 （静岡県警察本部刑事部嘱託）
(現在)
作中で起きた過去の事件『天城山の土工殺し事件』の元担当刑事。若い頃とは違いメガネをかけており、右足をケガしているのか引きずって歩いている。県警広報係長からは今でこそ嘱託だが、以前は刑事課の係長や県内の各署で司法主任を歴任するなど優秀な刑事だったと言われている。
(過去)
事件当時は、下田署の署員。ちなみに後にこの事件が自身にとって初めて扱った殺人事件にして、最初の大きなヤマと語っている。普段は穏やかな物腰だが声に凄みがあり、取り調べとなると相手が女であっても容赦せずビンタや髪をつかんで押し倒すなど乱暴である。
大塚ハナ
演 - 田中裕子
建造が14歳の頃に天城峠に行く道中で出会った女。23歳。建造と別れた後、土工の男と二人でいた所を目撃されたことから、その後起きた殺人事件の容疑者として警察に捕まる。以前まで修善寺の『にしはら』という店で女中奉公として住み込みで働いていた。魅惑的で艶のある謎めいた女性である一方、過去に仕事仲間に傷害沙汰の騒動を起こすなど激しい性格も持つ。
小野寺建造
演 - 伊藤洋一 （中学時代）、平幹二朗 （港印刷製本株式会社社長）
(現在)
小さな印刷会社の社長。田島から過去の事件である『天城山の土工殺し事件』の捜査資料のコピーを依頼されたことから、事件当時14歳だった自身の古い記憶を振り返る。
(過去)
鍛冶屋の息子。14歳。家出をしようと一人で下田から天城山を越えようとしたが、ふと怖くなって途中で断念。しかし道中で、その後起きた殺人事件の容疑がかかったハナと接触していたことから、警察に事情を訊かれる。ハナからは「兄(あに)さん」と呼ばれていた。年上のハナに憧れを抱き、彼女からもらったマッチ箱を大事に持っている。
家族は母と二人暮らしで、兄が修善寺にある印刷屋で奉公している。家出をしようとしたのも兄を頼ろうとしたためである。

#### 建造が道中で出会った人々
大男の土工
演 - 金子研三
事件の被害者。事件発覚から数日後に遺体が発見される。
生前、建造が旅の呉服屋といる時に通りすがりに出会った。呉服屋によると流れ者の土工だろうと言われている。強面で目つきが鋭く怪し気な男で、建造も通り過ぎた後に何かされるのではとビクビクしていた。
旅の菓子屋
演 - 坂上二郎
パンを買ってくれた建造におまけと称して春画を一枚見せた。建造が道中でマムシと対峙した時にちょっかいを出そうとしたためやめさせた。
旅の呉服屋
演 - 柄本明
建造と天城山の途中まで一緒に歩いた。建造から怖いものを訊かれ「一番怖いのは人間」と答えている。

#### 天城山あたりに住む人々
土谷良作
演 - 石橋蓮司
事件現場で見つかった傘の持ち主。当初この傘も被害者のものかと思われたが傘に書かれていた名前から本当の持ち主が発覚した。
良作の妻
演 - 樹木希林
田島が聞き込みに家を訪ねた時、たまたま夫婦で取っ組み合いの大喧嘩をしていた。5人の子の母。
雑貨屋のおばさん
演 - 石井富子(現：石井トミコ)
日用雑貨屋を営んでいる。店に訪れていた土工の男とその後訪ねてきたハナについて田島に証言をした。良作の家の近所に住んでいる。
宿屋の主人
演 - 汐路章
土工の男が泊まった宿屋の主人。万が一行き倒れした時に一文無しでは不憫だからと、翌日出て行こうとする男に餞別として一円札を恵んでいる。
宿屋の女中
演 -
警察が主人に聞き込みをしているのもお構いなしに、会話ができるぐらいの距離で一人食事を取るなど度胸がある。土工の男について証言をする。
茶店の婆さん
演 - 北林谷栄
茶店を開いており、孫娘と二人で切り盛りしている。基本的に耳が遠く田島が大声で質問しても話が噛み合わないが、自身に対して言われた悪口はしっかり聞こえている。高齢だが茶店を一日も休んだことがないことが自慢。

#### 事件当時に登場する人々
建造の母
演 - 吉行和子
夫を何年か前に亡くし、鍛冶屋で生計を立てている。母親として建造に愛情を持ってはいるが、親としての自覚が足りない。
建造の叔父
演 - 小倉一郎
義理の兄妹の関係ながら、建造の母と体の関係を持つ。普段は近くに下宿しており、建造の家に仕事をするためそこから通っている。
江藤署長
演 - 佐藤允
下田署の署長。威厳のある人物。鼻の下に口ひげを生やしている。
山田警部補
演 - 山谷初男
田島とともに事件の現場検証や取り調べに立ち会った。短気な性格で怒りっぽく、頼りない赤池や茶々を入れる黒田が何か言うたびに立腹している。
赤池巡査
演 - 伊藤克信
地域を見まわる巡査。事件を電話で知らせた。自分では大して調べもしないのに安易に勘で推理してしまうなど、警察官としてはあまり有能ではない。上司には弱いが一般人には態度がでかい。
黒田運転手
演 - 車だん吉
事件の第一発見者。朝から体調が悪く野山で排泄しようとした所、被害者の遺留品を発見する(ただし、遺体は見つけていない)。つい色々と捜査に口出しするため、山田たちに注意されている。
団長
演 - 阿藤海(現：阿藤快)
地元の(消防団らしき)団長。事件当初まだ見つかっていない死体の捜索に他の団員たちとともに協力した。

#### 現代に登場する人々
印刷所事務員
演 - 榎本ちえ子
事務と受付を兼ねている。仕事と言ってもあまりやることがないのか、勤務中にもかかわらず何かをイヤフォンで聞きながらうたた寝している。
県警広報係長
演 - 中野誠也
田島のことをよく知る人物。田島について「田島老人」と呼んでおり、過去の活躍からその栄光を称えている。
国立病院医師
演 - 加藤剛 (特別出演)
作中の冒頭で建造を診察した医師。レントゲンだけでは判断できないので体内にカメラを入れて詳しく調べることを勧めた。
ほか

### スタッフ
- 監督：三村晴彦
- 製作：野村芳太郎、宮島秀司
- 脚本：三村晴彦、加藤泰
- 撮影：羽方義昌
- 音楽：菅野光亮
- 美術：横山豊
- 編集：鶴田益一
- 録音：田中進
- 助監督：花輪金一
- 照明：宮原敬

### 受賞歴
- 第57回キネマ旬報ベスト・テン日本映画第8位・読者選出第6位、同主演女優賞（田中裕子）
- 第7回日本アカデミー賞主演女優賞（田中裕子、『男はつらいよ 花も嵐も寅次郎』と併せての受賞）、撮影賞（羽方義昌）、照明賞（宮原敬）
- 第26回ブルーリボン賞主演女優賞（田中裕子）
- 第38回毎日映画コンクール主演女優賞（田中裕子）
- 第7回モントリオール世界映画祭主演女優賞（田中裕子）
- 第29回アジア太平洋映画祭主演女優賞（田中裕子）

### エピソード
- 三村晴彦が初監督の仕事にあたって『天城越え』を選んだのは、野村芳太郎の、清張作品でやるようにとの指示に始まるとされている。脚本は当初、三村が執筆したが、一読した野村に書き直しを命じられ、途中から、加藤泰が脚本に参加、何度も練り直された末、ようやく決定稿が固まった。しかし、映画化は延期され、「松竹で無理なら、ほかで撮ろう」と決心した三村が、松竹に談判した結果、映画化着手から約5年後に、ようやくゴーサインが出された[7]。なお本映画のシナリオは、後に三村の著書『「天城越え」と加藤泰』に収録されている。製作発表は1982年6月25日、松竹大船撮影所で行われた[8]。
- 原作にはない主人公の名前は「小野寺建造」とされているが、この名前は三村の幼馴染の名前から採られている[9]。また、印刷所の設定は、三村と親交のあった編集者で、事情に詳しい権藤晋がアドバイスを行っている[10]。
- クランクイン後、大塚ハナを演じる田中裕子と三村の関係はぎこちなく、演技をめぐって衝突、田島刑事を演じる渡瀬恒彦を交え、演技論を戦わせていた。田中と渡瀬は互いに真剣な表情で撮影に臨み、撮影の様子を見学した原作者は「すごい迫力だ」と言って帰ったという。その後、ハナが刑事の尋問を受けるシーンの撮影で、失禁の場面を、田中が「仕掛けはいりません。自前でやります」と言い切ったのを見て三村が感動、以後、三村は田中を信頼するようになったと、権藤は語っている。また、スタッフと一緒になって椅子を運んだり、見学者の「人よけ」を買って出たりと動きまわった渡瀬の様子に、三村は「チーフ助監督のようだ」と大いに感謝し、「渡瀬さんには本当に助けられた」としきりに話していたという[11]。
- ラストの雨のシーンで、ハナが少年につぶやくセリフは聞き取りにくいものとなっているが、三村は「サヨナラ、と言ったようだ」と説明している[12]。
- 公開2日目の2月20日に、当時の中曽根康弘首相が「大変評判の作品なので、是非見たいと思った」として、本映画を観賞している[13]。

## テレビドラマ

### 1978年版
『松本清張シリーズ 天城越え』としてテレビドラマ化され、日本放送協会（NHK）のNHK総合「土曜ドラマ」枠（20:00-21:30）で「松本清張シリーズ」第1作として1978年10月7日に放送された。1978年度芸術祭ドラマ部門大賞受賞作品。
尚、物語の終盤に、原作者自身も出演している。

#### 原作との違い
原作と比較すると、大塚ハナが乳児を亡くしていることや、土工には同原作者による映画『鬼畜』をイメージさせる過去に起因した個性を持たせていること等の特徴をもつ。また、原作にはないが、他の映像化作品に見られる「少年の母」の情愛シーンの創作はない。

#### キャスト（1978年版）
- 大塚ハナ：大谷直子
- 土工：佐藤慶
- 少年：鶴見辰吾[15]
- 田島刑事：津田恵一
- 山田警部補：玉川良一
- 江藤署長：鈴木智
- 湯ヶ島署巡査：東治幸
- 下田署の巡査：小野泰次郎
- 巡査：大久保正信
- 大島署の刑事：小篠一成
- 大島署の刑事：菊池凡平
- 大島署の刑事：根元和史
- 佐藤留吉：宇野重吉
- 田島老人：中村翫右衛門 (3代目)
- あいまい屋の女将：阿部寿美子
- あいまい屋の客：梅津栄
- 菓子屋：荒井注
- 呉服屋：柳谷寛
- 土建屋：大塚周夫
- 石森隆太：鈴木慎
- 土産物屋の老婆：堀越節子
- 飯たき：披岸喜美子
- 運転手：稲垣昭三
- 医者：肉倉正男
- 助手：小島光貴
- 印刷屋の事務員：今野鶏三
- 青年団員：前田敬
- 青年団員：井口雅之
- 古池旅館主人：瀬川新蔵
- 少年の母：山之内滋美
- 巡礼者：松本清張（クレジットは無し）

ほか

#### スタッフ（1978年版）
- 脚本：大野靖子
- 音楽：林光
- 演出：和田勉
- 制作：沼田芳脩
- 美術：稲葉寿一
- 撮影技術：杉村忠彦
- 音響効果：上田光生
- 制作：日本放送協会（NHK）

#### 放送日程（1978年版）
演出を手掛けた和田勉が2011年1月14日に逝去したのを受け、同年1月30日の「NHKアーカイブス」（13:30-15:05）で「追悼・和田勉〜ドラマ・天城越え」と題して本作が再放送された。
本放送
- 土曜ドラマ 松本清張シリーズ(1)「天城越え」（1978年10月7日 20:00 - 21:30、NHK総合）

再放送
- ドラマ「天城越え」 ―昭和53年度文化庁芸術祭テレビ部門 テレビドラマの部大賞受賞―（1978年12月30日 21:15 - 22:44、NHK総合）
- ドラマスペシャル・愛のアンコール(2) 「天城越え・大賞に輝く暗闇のサスペンス」（1986年4月4日 21:40 - 23:07、NHK総合/BS1）
- 松本清張追悼・ドラマ「天城越え」（1992年8月9日 14:30 - 16:00、NHK総合）
- NHKドラマ館〜名作シリーズ「天城越え」（2000年3月26日 23:20 - 3月27日 0:48、NHK総合）
- NHKアーカイブス  「昭和を駆け抜けた巨人・松本清張」ＮＨＫアーカイブス・スペシャル（2000年1月2日 23:45 - 25:25、NHK総合）
- NHKアーカイブス「追悼・和田勉〜ドラマ“天城越え”〜」（2011年1月30日 13:35 - 15:05、NHK総合）
- よみがえる伝説のドラマ「天城越え」（2020年6月27日 21:00 - 22:25、NHK BSプレミアム）
- 松本清張没後30年第2弾「天城越え」（2022年5月6日 24:40 - 26:06、NHK総合）

#### 関連商品（1978年版）
現在はDVD化されている。
DVD
- 天城越え（2003年3月28日、東北新社、TBD-5604）

#### 関連文献
- 日本放送作家組合（編）、1979年8月25日『テレビドラマ代表作選集 1979年版』日本放送作家組合、7–46頁。

| NHK 土曜ドラマ                       | NHK 土曜ドラマ                          | NHK 土曜ドラマ                             |
| 前番組                               | 番組名                                  | 次番組                                     |
| ------------------------------------ | --------------------------------------- | ------------------------------------------ |
| 十字路 (第一部) （1978.4.15 - 4.29） | 松本清張シリーズ 天城越え （1978.10.7） | 松本清張シリーズ 虚飾の花園 （1978.10.14） |

### 1998年版
1998年1月1日（21:00-23:09）放送。少年の天城越えを原作同様の大正15年6月に設定。他映像化作品にはない、「少年が大人になってからの大塚ハナとの再会」という創作部分が存在する。逆に、土工がひどく汚れている様や、土工がなぜお金を持っていたか等のシーケンスは省かれている。第35回ギャラクシー賞優秀賞受賞作品。第38回日本テレビ技術賞受賞（録音）作品。現在は二宮和也の『硫黄島からの手紙』出演を期にDVD化されている。

#### キャスト（1998年版）
- 大塚ハナ：田中美佐子
- 西浦多吉：二宮和也（少年時代）、長塚京三（29年後）
- 田島刑事：蟹江敬三
- 太吉の父：不破万作
- 太吉の母：余貴美子
- 呉服屋：風間杜夫
- 菓子売り：柳沢慎吾
- 山田警部補：遠藤憲一
- 茶店の店主：松金よね子
- 土工：六平直政
- 刑事A：中丸新将
- 刑事B：佐戸井けん太
- 刑事C：温水洋一
- ：渡辺寛二
- ：三浦賢二
- 飯屋の主人：室田日出男
- 娼婦：寺島しのぶ
- 氷職人：河原さぶ
- 検死医：斉藤洋介
- 半海一晃、谷津勲、森山米次、兜香気、都家歌六、松陰晴香、川島絢子、鎌手宣行、清水冠助、中島陽子、伊勢志摩、森下友香、南条タマミ、津田歩、原田和美、佐藤正行、栗原直樹、中村潤、大野英憲、加藤茂雄、佐久間哲 ほか

#### スタッフ（1998年版）
- 脚本：金子成人
- 音楽：奥慶一
- プロデューサー：大岡進、北川雅一、林悦子
- 演出：大岡進
- 方言指導：谷津勲、水森コウ太
- 撮影協力：天城湯ヶ島町、輪島市、ホテル高州園、日光江戸村、東通、NK特機、共映、タカハシレーシング、緑山スタジオ・シティ
- 製作協力：霧企画
- 製作著作：TBS

### 2025年版
2025年、生田絵梨花主演により、NHKでドラマ化。BS8Kで3月23日、BSプレミアム4Kで5月10日、BSでは6月14日（21:00-22:30）に放送された。

#### キャスト（2025年版）
- 大塚ハナ：生田絵梨花[18]（30年後のハナ：若村麻由美[19]）
- 田島貞藏：岸谷五朗[19]
- 望月次郎：萩原聖人[19]（少年期：末次寿樹[19]）
- 土工：奥野瑛太[19]
- 菊乃：岡田結実[19]
- 置屋の女将：杏子
- 次郎の母・望月キヨ：篠原ゆき子[19]
- 熊川刑事：波岡一喜[19]
- 刃物問屋：高木勝也[19]
- 菓子屋：今野浩喜[19]
- 氷職人：温水洋一[19]
- 呉服屋：田口浩正[19]

#### スタッフ（2025年版）
- 原作：松本清張『黒い画集』より
- 脚本：羽原大介[18]
- 音楽：fox capture plan[20]
- 演出：金澤友也[18]
- 制作統括：黒沢淳（テレパック）、訓覇圭（NHKエンタープライズ）、本木一博（NHK）[20]
- プロデューサー：藤尾隆（テレパック）[20]